# Championnats de France d'athlétisme 1932
Navigation
Championnats 1931 Championnats 1933
Les Championnats de France d'athlétisme 1932 ont eu lieu du 24 au 26 juin 1932 au Stade olympique Yves-du-Manoir de Colombes. les épreuves féminines se sont déroulées le 24 juin au Stade Jean-Bouin de Paris.

## Palmarès
| Discipline        | Hommes                      | Hommes        | Femmes           | Femmes       |
| ----------------- | --------------------------- | ------------- | ---------------- | ------------ |
| 80 m              | -                           | -             | Lucienne Velu    | 10 s 4       |
| 100 m             | Maurice Rousseaux           | 11 s 2        | -                | -            |
| 200 m             | Maurice Rousseaux           | 22 s 4        | Renée Amaridon   | 27 s 4       |
| 400 m             | Marcel Moulines             | 49 s 2        | -                | -            |
| 800 m             | Jean Keller                 | 1 min 53 s 4  | -                | -            |
| 1 000 m           | -                           | -             | Suzanne Lenoir   | 3 min 10 s 2 |
| 1 500 m           | René Desroches              | 3 min 59 8    | -                | -            |
| 5 000 m           | Roger Rochard               | 14 min 56 s 8 | -                | -            |
| 10 000 m          | Marius Jatteaux             | 32 min 05 s 4 | -                | -            |
| 80 m haies        | -                           | -             | Jacqueline Mulot | 13 s 0       |
| 110 m haies       | Gabriel Sempé Henry Bernard | 15 s 4        | -                | -            |
| 400 m haies       | André Adelheim              | 57 s 0        | -                | -            |
| 3 000 m steeple   | Roger Vigneron              | 9 min 26 s 4  | -                | -            |
| Saut en longueur  | Robert Paul                 | 7,04 m        | Jacqueline Mulot | 5,06 m       |
| Saut en hauteur   | Louis Philippon             | 1,85 m        | Hélène Verdié    | 1,45 m       |
| Saut à la perche  | Pierre Ramadier             | 3,80 m        | -                | -            |
| Lancer du poids   | Edouard Duhour              | 14,50 m       | Lucienne Velu    | 10,03 m      |
| Lancer du disque  | Jules Noël                  | 47,85 m       | Lucienne Velu    | 36,54 m      |
| Lancer du marteau | Robert Saint-Pé             | 42,87 m       | -                | -            |
| Lancer du javelot | Emmanuel Degland            | 57,12 m       | Yolande Behr     | 32,02 m      |
| Décathlon         | Pierre Marchal              | 6 479,155 pts | -                | -            |